# Château-des-Prés
Château-des-Prés és un municipi francès situat al departament del Jura i a la regió de Borgonya - Franc Comtat. L'any 2007 tenia 176 habitants.

## Demografia

### Població
El 2007 la població de fet de Château-des-Prés era de 176 persones. Hi havia 65 famílies de les quals 16 eren unipersonals (8 homes vivint sols i 8 dones vivint soles), 16 parelles sense fills, 29 parelles amb fills i 4 famílies monoparentals amb fills.
La població ha evolucionat segons el següent gràfic:
Habitants censats

### Habitatges
El 2007 hi havia 113 habitatges, 74 eren l'habitatge principal de la família, 29 eren segones residències i 10 estaven desocupats. 96 eren cases i 17 eren apartaments. Dels 74 habitatges principals, 53 estaven ocupats pels seus propietaris, 19 estaven llogats i ocupats pels llogaters i 1 estava cedit a títol gratuït; 4 tenien dues cambres, 12 en tenien tres, 26 en tenien quatre i 32 en tenien cinc o més. 55 habitatges disposaven pel capbaix d'una plaça de pàrquing. A 34 habitatges hi havia un automòbil i a 36 n'hi havia dos o més.

### Piràmide de població
La piràmide de població per edats i sexe el 2009 era:
| Homes | Edats   | Dones |
| ----- | ------- | ----- |
| 0     | 95 o +  | 0     |
| 0     | 90 a 94 | 0     |
| 4     | 85 a 89 | 4     |
| 0     | 80 a 84 | 0     |
| 4     | 75 a 79 | 12    |
| 0     | 70 a 74 | 0     |
| 0     | 65 a 69 | 4     |
| 4     | 60 a 64 | 0     |
| 0     | 55 a 59 | 4     |
| 4     | 50 a 54 | 4     |
| 0     | 45 a 49 | 8     |
| 12    | 40 a 44 | 0     |
| 4     | 35 a 39 | 12    |
| 8     | 30 a 34 | 8     |
| 8     | 25 a 29 | 4     |
| 8     | 20 a 24 | 4     |
| 8     | 15 a 19 | 8     |
| 12    | 10 a 14 | 4     |
| 0     | 5 a 9   | 4     |
| 8     | 0 a 4   | 0     |

## Economia
El 2007 la població en edat de treballar era de 121 persones, 97 eren actives i 24 eren inactives. De les 97 persones actives 88 estaven ocupades (50 homes i 38 dones) i 9 estaven aturades (3 homes i 6 dones). De les 24 persones inactives 9 estaven jubilades, 6 estaven estudiant i 9 estaven classificades com a «altres inactius».

### Ingressos
El 2009 a Château-des-Prés hi havia 71 unitats fiscals que integraven 179 persones, la mediana anual d'ingressos fiscals per persona era de 17.811 €.

### Activitats econòmiques
Dels 8 establiments que hi havia el 2007, 1 era d'una empresa de fabricació d'altres productes industrials, 3 d'empreses de construcció, 1 d'una empresa de comerç i reparació d'automòbils, 1 d'una empresa immobiliària, 1 d'una empresa de serveis i 1 d'una empresa classificada com a «altres activitats de serveis».
L'únic servei als particulars que hi havia el 2009 era un paleta.
L'any 2000 a Château-des-Prés hi havia 3 explotacions agrícoles que ocupaven un total de 288 hectàrees.

## Poblacions més properes
El següent diagrama mostra les poblacions més properes.